# Archibasis rebeccae
Archibasis rebeccae là loài chuồn chuồn trong họ Coenagrionidae. Loài này được Kemp mô tả khoa học đầu tiên năm 1989.